# Realismo eroico
Il realismo eroico è l'arte che veniva usata come mezzo di propaganda. Gli esempi di realismo eroico includono il realismo socialista dei regimi comunisti e, a volte, lo stile artistico associato al fascismo. Le sue caratteristiche sono il realismo e la rappresentazione di figure come tipi o simboli ideali, e spesso rifiuta esplicitamente il modernismo (inteso come "borghese" o "degenerato").

## Finalità
Sia l'arte socialista che quella nazista vennero esplicitamente create per essere eroiche, e furono di conseguenza ideali piuttosto che realistiche.
L'estetica del realismo eroico venne usata per propagare la rivoluzione nell'Unione Sovietica durante l'epoca di Lenin. Lenin dubitava che la popolazione analfabeta avrebbe capito cosa volevano comunicare le immagini visive astratte. Pensava anche che gli artisti, come i costruttivisti e i produttivisti, avrebbero potuto avere un'agenda nascosta contro il governo. Movimenti come il cubismo sono stati bollati come borghesi, criticati per la loro incapacità di attingere al patrimonio artistico e di aver rifiutato il bello sulla base del fatto che fosse "vecchio", mentre la cultura proletaria doveva attingere a quanto appreso nelle epoche precedenti. Tuttavia, gli artisti hanno contrastato tale pensiero, sostenendo che l'arte avanzata rappresentasse le idee politiche avanzate.
In letteratura, Maksim Gor'kij ha esortato a ottenere il realismo estraendo l'idea di base dalla realtà ma, aggiungendo il potenziale e desiderabile ad esso, si aggiunge il romanticismo con un profondo potenziale rivoluzionario.

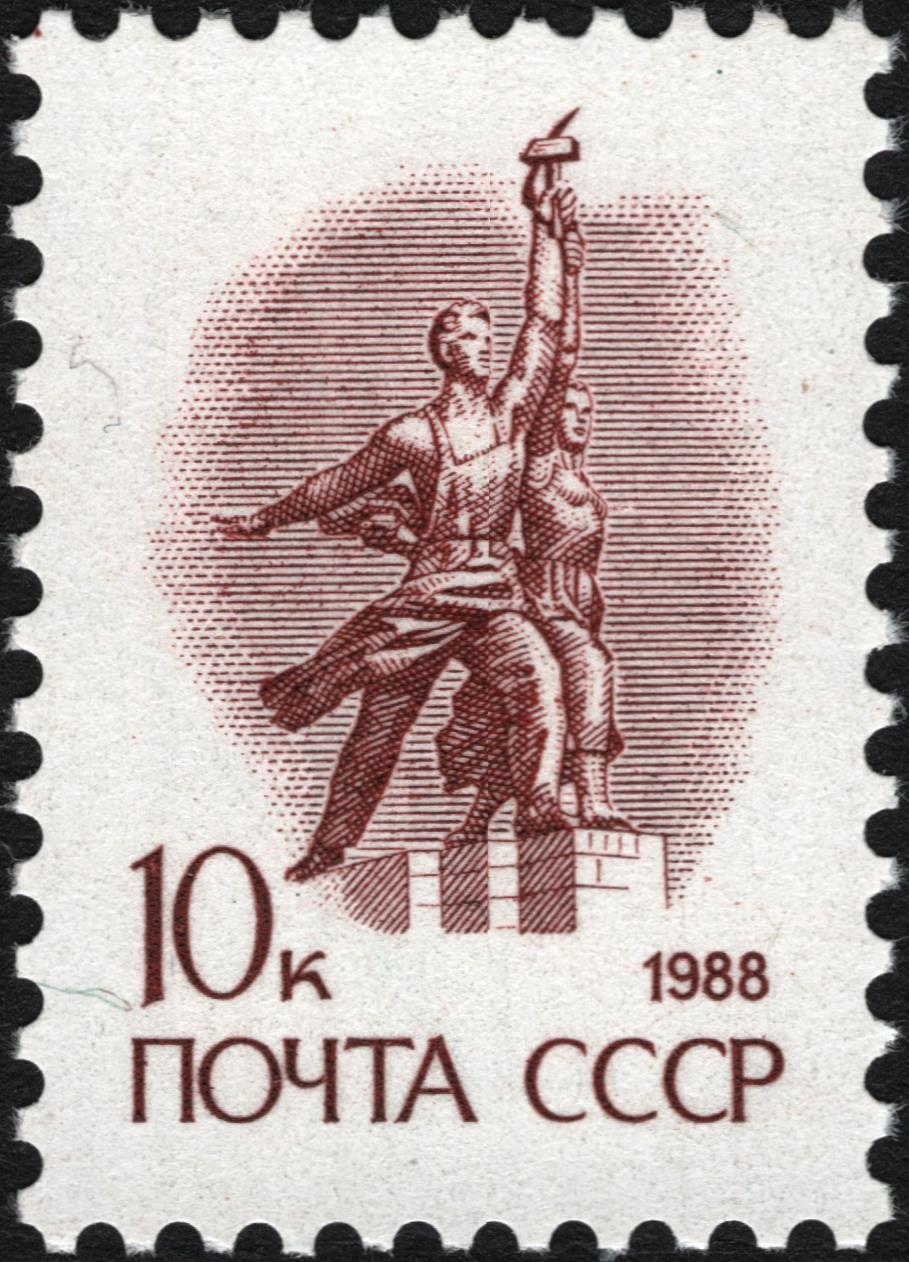
L'operaio e la kolchoziana di Vera Ignat'evna Muchina raffigurata in un francobollo sovietico (1988-9)

Stalin capì il potente messaggio che poteva essere inviato attraverso le immagini ad una popolazione prevalentemente analfabeta. Una volta al potere, i manifesti diventarono rapidamente il nuovo mezzo per educare i contadini analfabeti sulla vita quotidiana: dai bagni all'agricoltura, i manifesti fornivano istruzioni visive su quasi tutto. Fra il 1931 e il 1932, l'iniziale enfasi sul "piccolo uomo" e le anonime masse operaie lasciarono il posto all '"eroe del lavoro", derivato dal popolo ma messo in disparte dalla scala delle sue azioni. Di conseguenza, la letteratura era piena di "eroi positivi" che erano a volte noiosi.
Nel 1934, emerse nuova dottrina chiamata realismo socialista. Questo movimento respinse "l'influenza borghese sull'arte" e lo sostituì con l'apprezzamento per la pittura figurativa, la fotografia e i nuovi layout tipografici. Agli scrittori fu esplicitamente imposto di sviluppare il concetto di "eroismo". All'Expo 1937, L'operaio e la kolchoziana di Vera Ignat'evna Muchina ha esemplificato il nuovo uomo sovietico, raffigurando la statua di un uomo e una donna in abiti da lavoro mentre incrociano un martello e una falce tenendo entrambi una gamba in avanti.
Quando Adolf Hitler salì al potere in Germania nel 1933, l'arte moderna venne condannata come degenerata e fu in gran parte vietata. I nazisti promossero uno stile d'arte basato su modelli classici, destinati a nutrire il nazionalismo. Il realismo eroico doveva promuovere valori di sacrificio, dovere e devozione. L'uomo eroico, che era legato al sangue e alla terra, doveva agire più che pensare e sacrificarsi. Ciò favorì particolarmente la morte eroica.
La teoria nazista respingeva esplicitamente il "materialismo", e quindi, nonostante il trattamento realistico delle immagini, il "realismo" era un termine usato raramente. Un pittore doveva creare un'immagine ideale, per l'eternità. Le immagini degli uomini, e ancor più delle donne, erano fortemente stereotipate, e le figure nude dovevano rispettare dei criteri di perfezione. Nella pittura, le figure di contadini che riflettevano una vita semplice in armonia con la natura erano piuttosto diffuse. Le possibilità monumentali della scultura hanno dato una migliore espressione delle teorie razziali naziste. L'immagine più comune era quella del maschio nudo, che esprimeva l'ideale della razza ariana. L'abilità di Arno Breker in questo tipo di arte lo rese lo scultore preferito di Hitler. Anche le figure femminili nude erano comuni, ed erano meno monumentali. In entrambi i casi, la forma fisica non mostrava imperfezioni. All'Esposizione di Parigi del 1937, l'opera Kameradschaft ("cameratismo") di Josef Thorak si trovava fuori dal padiglione tedesco e raffigurava due enormi maschi nudi, che stringevano le mani e stavano fianco a fianco con aria di sfida, in una posizione di difesa e cameratismo razziale.